# Ungdom (Tove Ditlevsen)
Ungdom er en række erindringer forfatteren Tove Ditlevsen har skrevet og udgivet i 1967.
Ungdom er en fortsættelse til Ditlevsens tidligere erindringsbog, Barndom. Tove Ditlevsen var psykiatrisk patient, da hun skrev erindringsbøgerne Barndom og Ungdom. 
Ungdom skildrer historien om Toves første spæde skridt ud i en tilværelse som digter under optakten til Anden Verdenskrig. 